# صموئيل بنت
صموئيل بنت (بالإنجليزية: Samuel Bent)‏ هو مبشر أمريكي، ولد في 19 يوليو 1778، وتوفي في 16 أغسطس 1846.